# 6 Heures de Mexico 2017
Navigation
Édition précédente
Les 6 Heures de Mexico 2017 est la cinquième manche du championnat du monde d'endurance FIA 2017 et la 2e édition de l'épreuve. La course est remportée par la Porsche 919 Hybrid no 2 pilotée par Timo Bernhard, Brendon Hartley et Earl Bamber qui s'était élancée en pole position.

## Contexte avant la course
Le plateau sera moins dense puisque la liste des engagés provisoire pour les 6 Heures de Mexico fait état de 26 voitures. Le doute planait quant à la poursuite du programme de ByKolles Racing Team pour la deuxième partie de saison et l’écurie autrichienne a décidé de mettre fin à son programme pour se consacrer au développement en vue de 2018.
Pas de grande surprise dans la catégorie LMP2 puisque l’absence de l’une des deux Alpine A470, la n°35 était prévue, tout comme l’absence de la Ligier JS P217 n°34 du Tockwith Motorsports. D'un point de vue équipage, quelques changements sont à noter. Tout d'abord, Vaillante Rebellion qui se retrouve de nouveau au complet. Pour le CEFC Manor TRS Racing, l'équipage de la n°24 évolue.
Concernant le LMGTE, un changement dans la balance de performance a été mis en place.

## Qualifications
Le tableau ci-dessous présente les résultats définitifs des qualifications. Le premier de chaque catégorie est signalé par un fond jaune.

| Pos | Classe    | Équipe                          | Temps moyen    | Écart     | Grille |
| --- | --------- | ------------------------------- | -------------- | --------- | ------ |
| 1   | LMP1      | No 2 Porsche LMP Team           | 1 min 24 s 562 | —         | 1      |
| 2   | LMP1      | No 1 Porsche LMP Team           | 1 min 24 s 710 | +0 s 148  | 2      |
| 3   | LMP1      | No 7 Toyota Gazoo Racing        | 1 min 24 s 802 | +0 s 240  | 3      |
| 4   | LMP1      | No 8 Toyota Gazoo Racing        | 1 min 25 s 378 | +0 s 816  | 4      |
| 5   | LMP2      | No 36 Signatech Alpine Matmut   | 1 min 32 s 809 | 8 s 247   | 5      |
| 6   | LMP2      | No 38 Jackie Chan DC Racing     | 1 min 33 s 105 | +8 s 543  | 6      |
| 7   | LMP2      | No 31 Vaillante Rebellion       | 1 min 33 s 605 | +9 s 043  | 7      |
| 8   | LMP2      | No 26 G-Drive Racing            | 1 min 34 s 002 | +9 s 440  | 8      |
| 9   | LMP1      | No 25 CEFC Manor TRS Racing     | 1 min 34 s 051 | +9 s 489  | 9      |
| 10  | LMP2      | No 37 Jackie Chan DC Racing     | 1 min 34 s 272 | +9 s 710  | 10     |
| 11  | LMP2      | No 24 CEFC Manor TRS Racing     | 1 min 34 s 483 | +9 s 921  | 11     |
| 12  | LMP2      | No 28 TDS Racing                | 1 min 35 s 365 | +10 s 803 | 12     |
| 13  | LMGTE Pro | No 71 AF Corse                  | 1 min 39 s 425 | +14 s 863 | 13     |
| 14  | LMGTE Pro | No 95 Aston Martin Racing       | 1 min 39 s 534 | +14 s 972 | 14     |
| 15  | LMGTE Pro | No 67 Ford Chip Ganassi Team UK | 1 min 39 s 640 | +15 s 078 | 15     |
| 16  | LMGTE Pro | No 66 Ford Chip Ganassi Team UK | 1 min 39 s 728 | +15 s 166 | 16     |
| 17  | LMGTE Pro | No 97 Aston Martin Racing       | 1 min 39 s 851 | +15 s 289 | 17     |
| 18  | LMGTE Pro | No 92 Porsche GT Team           | 1 min 39 s 870 | +15 s 308 | 18     |
| 19  | LMGTE Pro | No 51 AF Corse                  | 1 min 40 s 059 | +15 s 497 | 19     |
| 20  | LMGTE Pro | No 91 Porsche GT Team           | 1 min 40 s 252 | +15 s 690 | 20     |
| 21  | LMGTE Am  | No 77 Dempsey-Proton Racing     | 1 min 42 s 056 | +17 s 494 | 21     |
| 22  | LMGTE Am  | No 98 Aston Martin Racing       | 1 min 42 s 158 | +17 s 596 | 22     |
| 23  | LMGTE Am  | No 86 Gulf Racing               | 1 min 42 s 965 | +18 s 403 | 23     |
| 24  | LMGTE Am  | No 61 Clearwater Racing         | 1 min 43 s 296 | +18 s 734 | 24     |
| 25  | LMGTE Am  | No 54 Spirit of Race            | 1 min 44 s 648 | +20 s 086 | 25     |
| 26  | LMP2      | No 13 Vaillante Rebellion       | 1 min 33 s 407 | +8 s 845  | 26     |

L’Oreca 07 #13 de Vaillante Rebellion devra s’élancer du fond de la grille des 6 Heures de Mexico. En effet, David Heinemeier Hansson a dépassé de 1.8 km/h la vitesse autorisée dans la ligne des stands, hier lors des qualifications. Le temps de l’auto de l’équipe anglo-suisse a donc été annulé.

## Course

### Déroulement de l'épreuve

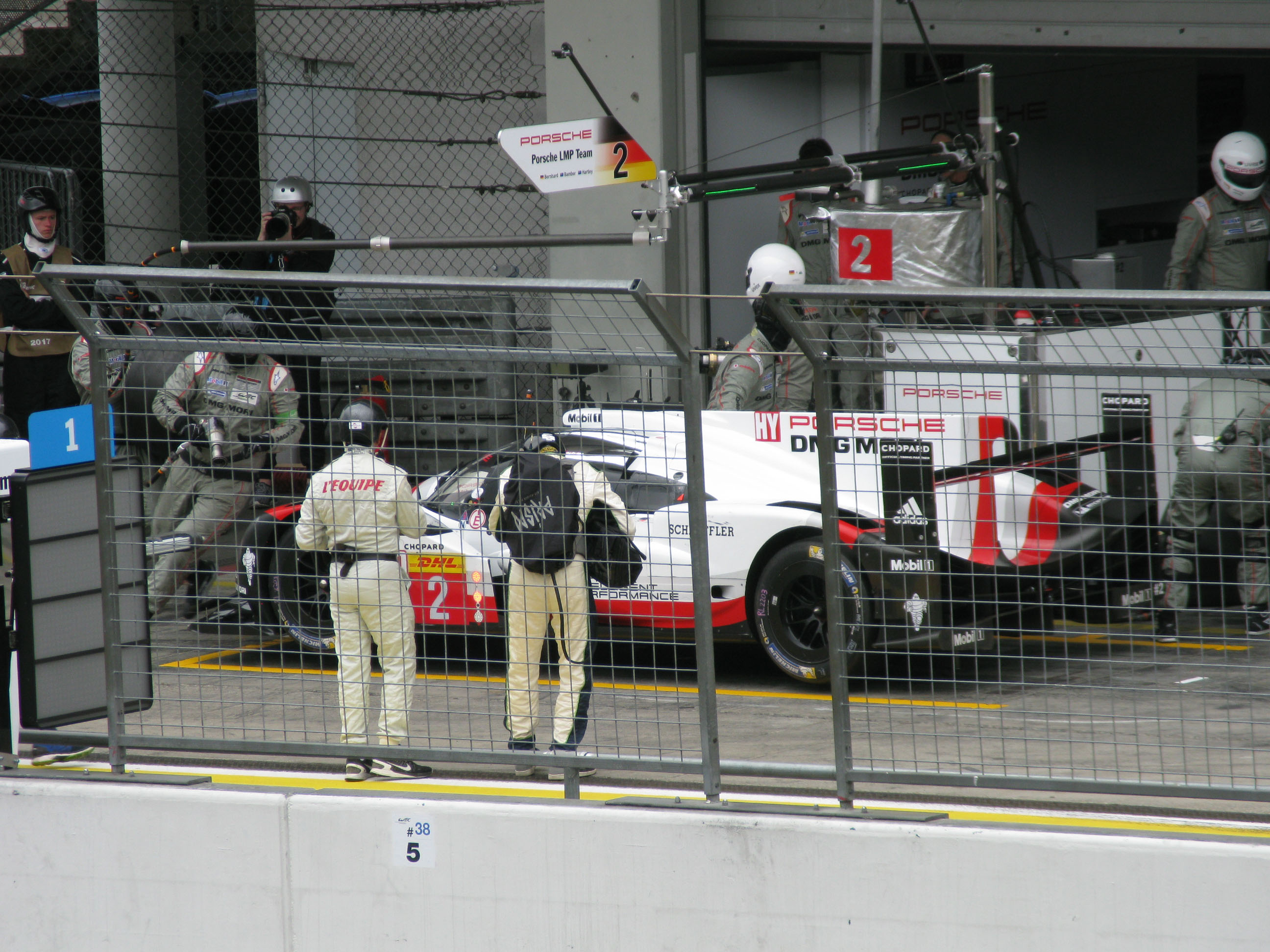
Porsche 919 Hybrid

Porsche LMP Team a fait une véritable démonstration, avec la troisième victoire 2017 du trio Timo Bernhard/Brendon Hartley/Earl Bamber, vainqueur incontesté après une course parfaite. Ce succès – le deuxième consécutif de Timo Bernhard et Brendon Hartley à Mexico – permet à l’équipage de la Porsche 919 Hybrid n°2 de porter à 41 points son avance au classement général provisoire, alors que quatre courses restent encore à disputer dans le Championnat du Monde d’Endurance de la FIA 2017. L’autre 919 Hybrid n°1 de Neel Jani, André Lotterer et Nick Tandy termine deuxième sur l’Autodromo Hermanos Rodriguez. Le Suisse, l’Allemand et le Britannique sont restés au contact de leurs compagnons d’écurie en début de course, mais ont dû observer une pénalité drive-through après que Nick Tandy ait dépassé la vitesse limite dans la voie des stands.

Les deux TS050 HYBRID de Toyota Gazoo Racing ont tenté tant bien que mal de suivre le rythme des Porsche en haute altitude mexicaine. Sébastien Buemi, Anthony Davidson et Kazuki Nakajima (n°8) terminent sur la troisième marche du podium. Cette position a longtemps été promise à l’autre TS050 HYBRID de José María López, Kamui Kobayashi et Mike Conway, mais la n°7 est finalement quatrième après un arrêt imprévu au stand.

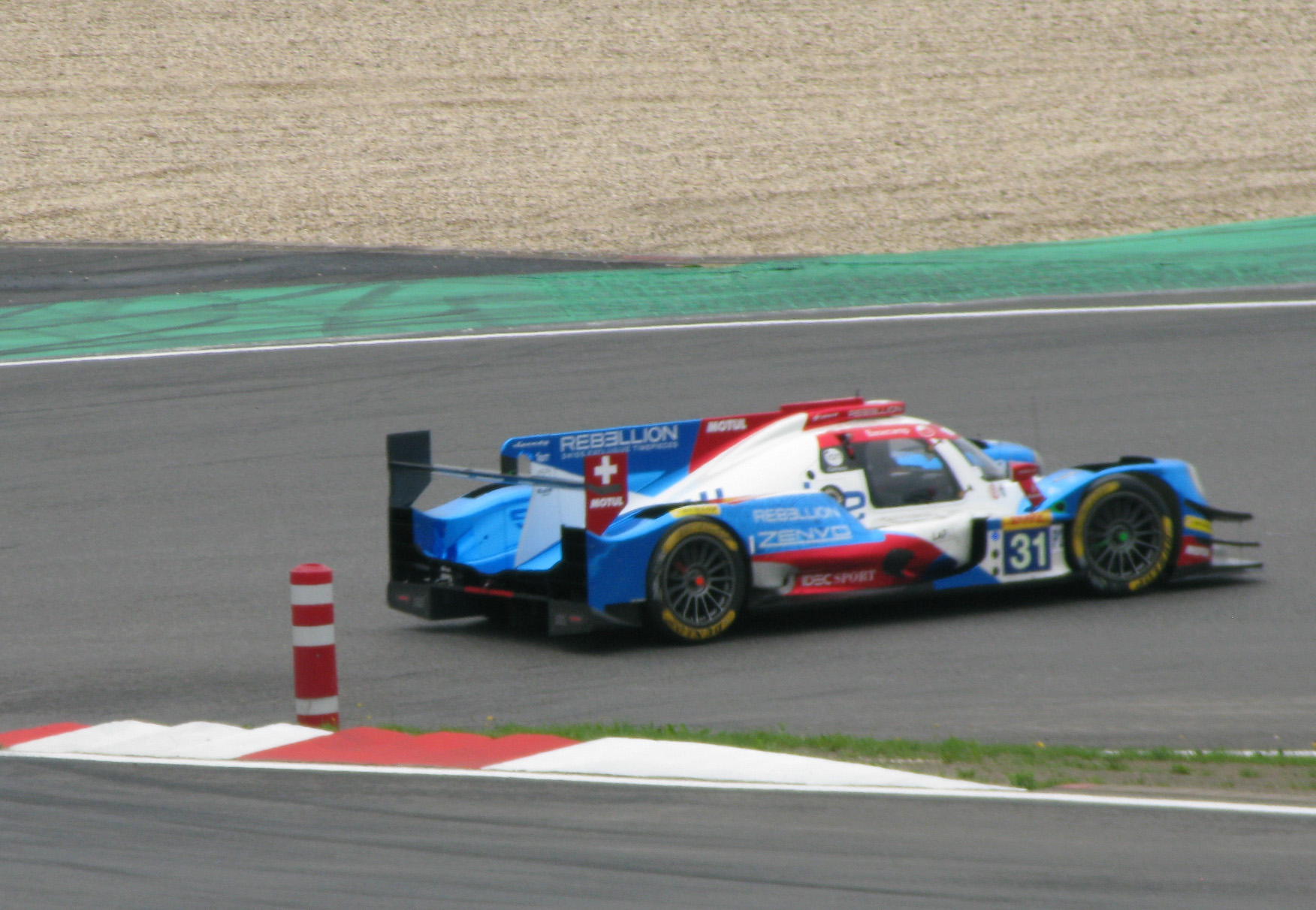
Vailante Rebellion

La catégorie LMP2 a tenu les spectateurs en haleine tout au long des six heures de course, à l’issue desquelles Julien Canal, Nicolas Prost et Bruno Senna ont reçu le drapeau à damier de la victoire avec 25 secondes d’avance sur l’Alpine n°36 de Nicolas Lapierre, Gustavo Menezes et André Negrão (Signatech Alpine Matmut). Après les trois podiums déjà conquis en 2017, c’est la première victoire de Vaillante Rebellion, remportée de haute lutte face à l’assaut final de l’Oreca n°24 de Ben Hanley (CEFC Manor TRS Racing).

La catégorie LMGTE Pro est remportée par l’Aston Martin Vantage n°95 de Nicki Thiim et Marco Sørensen. La paire danoise s’impose pour la première fois en 2017 et offre au constructeur britannique sa deuxième victoire consécutive sur l’Autodromo Hermanos Rodriguez. Tout au long des six heures de course, l’Aston Martin a livré une bataille ininterrompue avec la Ferrari 488 GTE n°71 de Davide Rigon et Sam Bird (AF Corse), partie depuis la pole position de la catégorie. La Ferrari a bel et bien franchi la première la ligne d’arrivée, mais s’est vue pénalisée de dix secondes pour vitesse excessive lors d’une neutralisation Full Course Yellow. Elle rétrograde donc en deuxième position, à 9.1 secondes de l’Aston Martin.

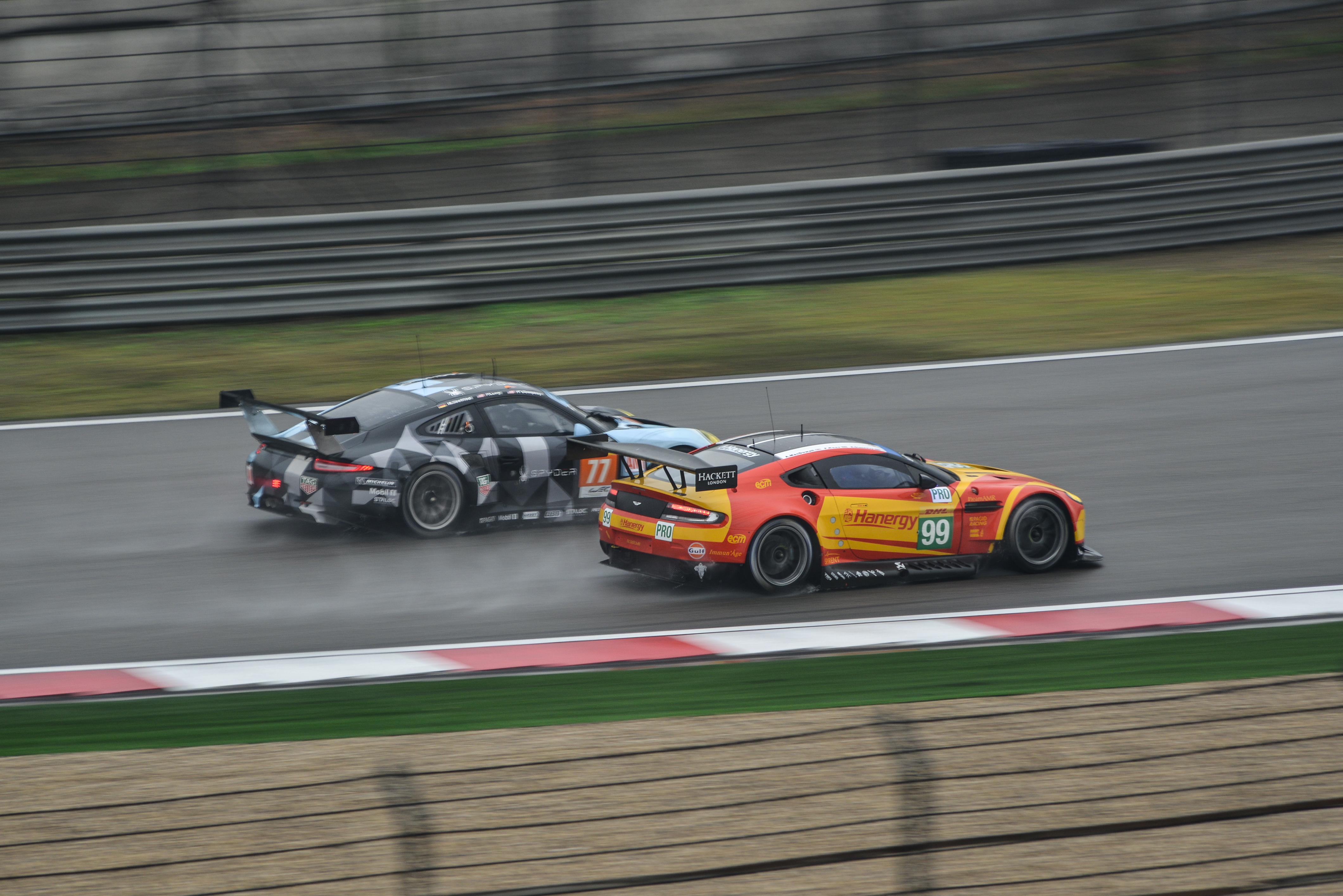
Porsche Dempsey Proton Racing.

La catégorie LMGTE Am s’est résumée à un duel Porsche-Aston Martin qui aura duré tout au long de la course. C’est finalement la Porsche 911 RSR n°77 de Christian Ried, Matteo Cairoli et Marvin Dienst (Dempsey-Proton Racing) qui remporte sa deuxième victoire consécutive cette saison.

### Classement de la course
Voici le classement officiel au terme de la course.
- Les premiers de chaque catégorie du championnat du monde sont signalés par un fond jaune.
- Pour la colonne Pneus, il faut passer le curseur au-dessus du modèle pour connaître le manufacturier de pneumatiques.

| Pos | Classe    | no | Équipe                    | Pilotes                                                   | Châssis                       | Pneus | Tours | Temps               |
| Pos | Classe    | no | Équipe                    | Pilotes                                                   | Moteur                        | Pneus | Tours | Temps               |
| --- | --------- | -- | ------------------------- | --------------------------------------------------------- | ----------------------------- | ----- | ----- | ------------------- |
| 1   | LMP1      | 2  | Porsche LMP Team          | Timo Bernhard Earl Bamber Brendon Hartley                 | Porsche 919 Hybrid            | M     | 240   | 6 h 00 min 05 s 757 |
| 1   | LMP1      | 2  | Porsche LMP Team          | Timo Bernhard Earl Bamber Brendon Hartley                 | Porsche 2.0 L Turbo V4        | M     | 240   | 6 h 00 min 05 s 757 |
| 2   | LMP1      | 1  | Porsche LMP Team          | Neel Jani Nick Tandy André Lotterer                       | Porsche 919 Hybrid            | M     | 240   | +7 s 141            |
| 2   | LMP1      | 1  | Porsche LMP Team          | Neel Jani Nick Tandy André Lotterer                       | Porsche 2.0 L Turbo V4        | M     | 240   | +7 s 141            |
| 3   | LMP1      | 8  | Toyota Gazoo Racing       | Anthony Davidson Sébastien Buemi Kazuki Nakajima          | Toyota TS050 Hybrid           | M     | 239   | +1 tour             |
| 3   | LMP1      | 8  | Toyota Gazoo Racing       | Anthony Davidson Sébastien Buemi Kazuki Nakajima          | Toyota 2.4 L Turbo V6         | M     | 239   | +1 tour             |
| 4   | LMP1      | 7  | Toyota Gazoo Racing       | Mike Conway Kamui Kobayashi José María López              | Toyota TS050 Hybrid           | M     | 239   | +1 tour             |
| 4   | LMP1      | 7  | Toyota Gazoo Racing       | Mike Conway Kamui Kobayashi José María López              | Toyota 2.4 L Turbo V6         | M     | 239   | +1 tour             |
| 5   | LMP2      | 31 | Vaillante Rebellion       | Julien Canal Nicolas Prost Bruno Senna                    | Oreca 07                      | D     | 219   | +21 tours           |
| 5   | LMP2      | 31 | Vaillante Rebellion       | Julien Canal Nicolas Prost Bruno Senna                    | Gibson GK428 4.2 L V8         | D     | 219   | +21 tours           |
| 6   | LMP2      | 36 | Signatech Alpine Matmut   | Nicolas Lapierre Gustavo Menezes André Negrão             | Alpine A470                   | D     | 219   | +21 tours           |
| 6   | LMP2      | 36 | Signatech Alpine Matmut   | Nicolas Lapierre Gustavo Menezes André Negrão             | Gibson GK428 4.2 L V8         | D     | 219   | +21 tours           |
| 7   | LMP2      | 24 | CEFC Manor TRS Racing     | Matthew Rao Ben Hanley Jean-Éric Vergne                   | Oreca 07                      | D     | 219   | +21 tours           |
| 7   | LMP2      | 24 | CEFC Manor TRS Racing     | Matthew Rao Ben Hanley Jean-Éric Vergne                   | Gibson GK428 4.2 L V8         | D     | 219   | +21 tours           |
| 8   | LMP2      | 26 | G-Drive Racing            | Roman Rusinov Pierre Thiriet Alex Lynn                    | Oreca 07                      | D     | 219   | +21 tours           |
| 8   | LMP2      | 26 | G-Drive Racing            | Roman Rusinov Pierre Thiriet Alex Lynn                    | Gibson GK428 4.2 L V8         | D     | 219   | +21 tours           |
| 9   | LMP2      | 13 | Vaillante Rebellion       | Mathias Beche David Heinemeier Hansson Nelson Piquet, Jr. | Oreca 07                      | D     | 218   | +22 tours           |
| 9   | LMP2      | 13 | Vaillante Rebellion       | Mathias Beche David Heinemeier Hansson Nelson Piquet, Jr. | Gibson GK428 4.2 L V8         | D     | 218   | +22 tours           |
| 10  | LMP2      | 37 | Jackie Chan DC Racing     | David Cheng Alex Brundle Tristan Gommendy                 | Oreca 07                      | D     | 218   | +22 tours           |
| 10  | LMP2      | 37 | Jackie Chan DC Racing     | David Cheng Alex Brundle Tristan Gommendy                 | Gibson GK428 4.2 L V8         | D     | 218   | +22 tours           |
| 11  | LMP2      | 28 | TDS Racing                | François Perrodo Matthieu Vaxiviere Emmanuel Collard      | Oreca 07                      | D     | 218   | +22 tours           |
| 11  | LMP2      | 28 | TDS Racing                | François Perrodo Matthieu Vaxiviere Emmanuel Collard      | Gibson GK428 4.2 L V8         | D     | 218   | +22 tours           |
| 12  | LMP2      | 25 | CEFC Manor TRS Racing     | Roberto González Simon Trummer Vitaly Petrov              | Oreca 07                      | D     | 217   | +23 tours           |
| 12  | LMP2      | 25 | CEFC Manor TRS Racing     | Roberto González Simon Trummer Vitaly Petrov              | Gibson GK428 4.2 L V8         | D     | 217   | +23 tours           |
| 13  | LMP2      | 38 | Jackie Chan DC Racing     | Ho-Pin Tung Oliver Jarvis Thomas Laurent                  | Oreca 07                      | D     | 211   | +29 tours           |
| 13  | LMP2      | 38 | Jackie Chan DC Racing     | Ho-Pin Tung Oliver Jarvis Thomas Laurent                  | Gibson GK428 4.2 L V8         | D     | 211   | +29 tours           |
| 14  | LMGTE Pro | 95 | Aston Martin Racing       | Nicki Thiim Marco Sørensen                                | Aston Martin V8 Vantage GTE   | D     | 209   | +31 tours           |
| 14  | LMGTE Pro | 95 | Aston Martin Racing       | Nicki Thiim Marco Sørensen                                | Aston Martin 4.5 L V8         | D     | 209   | +31 tours           |
| 15  | LMGTE Pro | 71 | AF Corse                  | Davide Rigon Sam Bird                                     | Ferrari 488 GTE               | M     | 209   | +31 tours           |
| 15  | LMGTE Pro | 71 | AF Corse                  | Davide Rigon Sam Bird                                     | Ferrari F154CB 3.9 L Turbo V8 | M     | 209   | +31 tours           |
| 16  | LMGTE Pro | 91 | Porsche GT Team           | Richard Lietz Frédéric Makowiecki                         | Porsche 911 RSR               | M     | 208   | +32 tours           |
| 16  | LMGTE Pro | 91 | Porsche GT Team           | Richard Lietz Frédéric Makowiecki                         | Porsche 4.0 L Flat-6          | M     | 208   | +32 tours           |
| 17  | LMGTE Pro | 67 | Ford Chip Ganassi Team UK | Andy Priaulx Harry Tincknell                              | Ford GT                       | M     | 207   | +33 tours           |
| 17  | LMGTE Pro | 67 | Ford Chip Ganassi Team UK | Andy Priaulx Harry Tincknell                              | Ford EcoBoost 3.5 L Turbo V6  | M     | 207   | +33 tours           |
| 18  | LMGTE Pro | 92 | Porsche GT Team           | Michael Christensen Kévin Estre                           | Porsche 911 RSR               | M     | 207   | +33 tours           |
| 18  | LMGTE Pro | 92 | Porsche GT Team           | Michael Christensen Kévin Estre                           | Porsche 4.0 L Flat-6          | M     | 207   | +33 tours           |
| 19  | LMGTE Pro | 51 | AF Corse                  | James Calado Alessandro Pier Guidi                        | Ferrari 488 GTE               | M     | 206   | +34 tours           |
| 19  | LMGTE Pro | 51 | AF Corse                  | James Calado Alessandro Pier Guidi                        | Ferrari F154CB 3.9 L Turbo V8 | M     | 206   | +34 tours           |
| 20  | LMGTE Pro | 66 | Ford Chip Ganassi Team UK | Stefan Mücke Olivier Pla                                  | Ford GT                       | M     | 205   | +35 tours           |
| 20  | LMGTE Pro | 66 | Ford Chip Ganassi Team UK | Stefan Mücke Olivier Pla                                  | Ford EcoBoost 3.5 L Turbo V6  | M     | 205   | +35 tours           |
| 21  | LMGTE Am  | 77 | Dempsey-Proton Racing     | Christian Ried Matteo Cairoli Marvin Dienst (de)          | Porsche 911 RSR (991)         | D     | 204   | +36 tours           |
| 21  | LMGTE Am  | 77 | Dempsey-Proton Racing     | Christian Ried Matteo Cairoli Marvin Dienst (de)          | Porsche 4.0 L Flat-6          | D     | 204   | +36 tours           |
| 22  | LMGTE Am  | 98 | Aston Martin Racing       | Paul Dalla Lana Pedro Lamy Mathias Lauda                  | Aston Martin V8 Vantage GTE   | D     | 203   | +37 tours           |
| 22  | LMGTE Am  | 98 | Aston Martin Racing       | Paul Dalla Lana Pedro Lamy Mathias Lauda                  | Aston Martin 4.5 L V8         | D     | 203   | +37 tours           |
| 23  | LMGTE Am  | 86 | Gulf Racing               | Michael Wainwright Ben Barker Nick Foster                 | Porsche 911 RSR (991)         | D     | 203   | +37 tours           |
| 23  | LMGTE Am  | 86 | Gulf Racing               | Michael Wainwright Ben Barker Nick Foster                 | Porsche 4.0 L Flat-6          | D     | 203   | +37 tours           |
| 24  | LMGTE Am  | 54 | Spirit of Race            | Thomas Flohr Francesco Castellacci Miguel Molina          | Ferrari 488 GTE               | M     | 209   | +39 tours           |
| 24  | LMGTE Am  | 54 | Spirit of Race            | Thomas Flohr Francesco Castellacci Miguel Molina          | Ferrari F154CB 3.9 L Turbo V8 | M     | 209   | +39 tours           |
| 25  | LMGTE Am  | 61 | Clearwater Racing         | Weng Sun Mok Keita Sawa Matt Griffin                      | Ferrari 488 GTE               | M     | 199   | +41 tours           |
| 25  | LMGTE Am  | 61 | Clearwater Racing         | Weng Sun Mok Keita Sawa Matt Griffin                      | Ferrari F154CB 3.9 L Turbo V8 | M     | 199   | +41 tours           |
| Abd | LMGTE Pro | 97 | Aston Martin Racing       | Darren Turner Jonathan Adam Daniel Serra                  | Aston Martin V8 Vantage GTE   | D     | 83    |                     |
| Abd | LMGTE Pro | 97 | Aston Martin Racing       | Darren Turner Jonathan Adam Daniel Serra                  | Aston Martin 4.5 L V8         | D     | 83    |                     |